# Touët-sur-Var
Touët-sur-Var é uma comuna francesa na região administrativa da Provença-Alpes-Costa Azul, no departamento Alpes Marítimos. Estende-se por uma área de 14,98 km², com  (Touëtans) 603 habitantes, segundo os censos de 2006, com uma densidade de 29 hab/km².